# Metazygia serian
Metazygia serian là một loài nhện trong họ Araneidae.
Loài này thuộc chi Metazygia. Metazygia serian được Herbert Walter Levi miêu tả năm 1995.